# Роки 2
Роки 2 (енгл. Rocky II) је филм из 1979. године и други од осам наставка о боксеру Рокију Балбои, кога игра Силвестер Сталоне. 

## Радња
За Нову годину 1976. боксерски првак света у тешкој категорији, Аполо Крид, успешно је одбранио своју шампионску титулу судијском одлуком против изазивача Рокија Балбое. Након меча, он и Роки одвезени су у исту болницу. Упркос узајамном договору да ниједна страна неће тражити реванш, Аполо пред новинарима поново изазове Рокија, али Роки одбије и саопшти новинарима своју одлуку о повлачењу из професионалног бокса. Рокијева девојка Адријан подржи његову одлуку, као и његови лекари, који потом открију да ће Рокију бити неопходна операција ока услед аблације мрежњаче, стања које може да доведе до трајног слепила. У интимном тренутку Роки посети Апола у његовој болничкој соби, желећи да чује од њега лично истинит одговор да ли је Аполо дао све од себе током меча; Аполо му потврди да јесте. Након што је отпуштен из болнице, Роки ужива у својој новостеченој слави и популарности. Један маркетиншки агент види Рокија као потенцијални спонзорски рудник злата, а његово одједном стечено богатство га окуражи да запроси Адријан. Она радосно прихвати просидбу и њих двоје се венчају на малој церемонији. Убрзо затим Адријан открије да је трудна.
У међувремену, испровоциран писмима мржње, у којима га његови обожаваоци оптужују да је наместио меч да би заштитио своју владавину као шампион, Аполо закључи да је реванш једини начин да докаже јавности да је Рокијев перформанс био само чиста срећа. Одлучан да исправи једину љагу у својој боксерској каријери, Аполо захтева од свог стручног тима да предузму шта год је неопходно да наведу Рокија да се врати боксу, упркос упозорењима од стране својих пријатеља и породице да је Рокијева способност апсорбовања казнених удараца исувише опасна за његове шансе да и други пут одбрани титулу.
Аполова прљава кампања у почетку наизглед не дотиче Рокија, али он, због свог неискуства са новцем, западне у финансијске проблеме. Након неколико безуспешних покушаја да нађе запослење, Роки посети Микија Голдмила, свог тренера и менаџера, у његовој фискултурној сали да разговара о могућности да се врати боксу. Мики то одбије услед забринутости за Рокијево здравље, али се предомисли након што Аполо јавно извређа Рокија. Адријан се противи Рокијевом повратку боксу, подсетивши га на ризик по његов вид. Роки инсистира да он не уме да се бави ничим другим, те да му је то једини начин да се издржава. Адријан, разочарана чињеницом да је Роки прекршио своје обећање, одбије да га подржи.
Роки и Мики отпочну са тренинзима, али је Роки неусредсређен због Адријаниног неодобравања. Адријанин брат Поли прекори своју сестру због ускраћивања подршке свом мужу. Током конфронтације Адријан се онесвести и хитно је превезена у болницу, где се превремено породи. Упркос превременом рођењу, беба је здрава, али Адријан падне у кому. Роки криви себе због онога што се догодило и одбије да напусти њену собу док се она не освести. Када се Адријан пробуди из коме, затекне Рокија поред свог кревета, а особље им покаже новорођенче, дечака, који добије име по свом оцу. Адријан да свој благослов за реванш и Роки се брзо врати у форму за меч.
Реванш се одигра на Дан захвалности, а Аполо јавно постави себи циљ да победи Рокија у најдуже две рунде да би доказао да је то што се први меч отегао до позних рунди био пуки инцидент. Да би заштитио рањиво око, Роки одлучи да се бори десницом, уместо, по својој природи, левицом. Ова промена га остави у огромном хендикепу, због чега се двапут нађе на поду, док Крид издоминира већину рунди. Стигавши до петнаесте и последње руде, Крид је у поприличној предности у поенима и потребно је само да се клони Балбое да би добио меч судијском одлуком. Међутим, Аполо жели да победи нокаутом да би отклонио сваку сумњу у своју супериорност и игнорише тренерове савете да се одмиче. У завршној рунди Роки се врати својој природној левици и у драматичном обрту обаспе Крида серијом контраудараца, те почне да преокреће рунду у своју корист. Обојица, исцрпљени, размењују ударце, све док Роки не успе да издоминира и обори Крида на под. Услед тог ударца и сам Роки изгуби равнотежу и падне истовремено. Док обојица покушавају да стану на ноге, Роки успева да устане док судија изброји до девет, док се Аполо сруши услед исцрпљености, чиме Роки однесе победу нокаутом, поставши нови првак света у тешкој категорији. Роки потом одржи страствени говор публици и подигне шампионски појас изнад главе, поздравивши своју жену, која га гледа на телевизији.

## Улоге
- Силвестер Сталоне: Роки Балбоа
- Талија Шајер: Адријана „Адријан“ Пенино Балбоа
- Берт Јанг: Поли Пенино
- : Роберт „Роки“ Балбоа млађи
- Карл Ведерс: Аполо Крид
- Берџис Мередит: Мики Голдмил
- Тони Бертон: Тони „Дјук“ Еверс
- Џо Спинел: Тони Гацо
- Ленард Гејнз: агент
- Силвија Милс: Мери Ен Крид
- Франк Макри: Мит Форман

## Зарада
- Зарада у САД - 85.182.160 $